# Vreoci
Vreoci (em cirílico:Вреоци) é uma vila da Sérvia localizada no município de Lazarevac, pertencente ao distrito de Belgrado, na região de Kolubara. Possuía uma população de 3102 habitantes segundo o censo de 2009.

## Demografia
| 1948  | 1953  | 1961  | 1971  | 1981  | 1991  | 2002  |
| ----- | ----- | ----- | ----- | ----- | ----- | ----- |
| 2 447 | 2 855 | 3 354 | 3 174 | 3 303 | 3 385 | 3 210 |